# Élection présidentielle namibienne de 2009
L'élection présidentielle de 2009 en Namibie a lieu les 27 et 28 novembre 2009, en même temps que les élections législatives, pour élire le président de la République de la Namibie. Elle est remportée par le candidat de l'Organisation du peuple du Sud-Ouest africain (SWAPO), Hifikepunye Pohamba, avec 75,25 % des voix.

## Résultat
| Candidats                | Partis                                             | Premier tour | Premier tour |
| Candidats                | Partis                                             | Voix         | %            |
| ------------------------ | -------------------------------------------------- | ------------ | ------------ |
| Hifikepunye Pohamba      | Organisation du peuple du Sud-Ouest africain       | 611 241      | 75,25        |
| Hidipo Hamutenya         | Rassemblement pour la démocratie et le progrès     | 88 640       | 10,91        |
| Katuutire Kaura          | Alliance démocratique de la Turnhalle              | 24 186       | 2,98         |
| Kuaima Riruako           | Organisation démocratique de l'unité nationale     | 23 735       | 2,92         |
| Justus Garoëb            | Front démocratique uni                             | 19 258       | 2,37         |
| Ignatius Shixwameni      | Parti de tous les peuples                          | 9 981        | 1,23         |
| Henry Mudge              | Parti républicain                                  | 9 425        | 1,16         |
| Benjamin Ulenga          | Congrès des démocrates                             | 5 812        | 0,72         |
| Usutuaije Maamberua      | Union nationale du Sud-Ouest africain              | 2 968        | 0,37         |
| David Isaacs             | Parti démocratique de Namibie                      | 1 859        | 0,23         |
| Frans Goagoseb           | Mouvement démocratique namibien pour le changement | 1 760        | 0,22         |
| Attie Beukes             | Parti communiste de Namibie                        | 1 005        | 0,12         |
| Bulletins blancs et nuls | Bulletins blancs et nuls                           | 12 363       | 1,52         |
| Total                    | Total                                              | 812 233      | 100,00       |